# Hanna Snellman
Hanna Snellman, född 14 april 1961 i Sodankylä, är en finländsk etnolog.
Snellman är utbildad vid Helsingfors universitet, där hon blev filosofie magister 1986 och filosofie doktor i etnologi 1997. Hon tjänstgjorde som professor i etnologi vid Jyväskylä universitet 2009–2012 och innehar sedan 2012 samma post vid Helsingfors universitet. Sedan 1 augusti 2018 är hon en av Helsingfors universitets prorektorer. År 2010 utnämndes hon till ledamot av Finska Vetenskapsakademien.
Snellman har bland annat forskat om finländsk migration till Sverige och Kanada samt om minoriteter, särskilt sverigefinnar.